# Paolo Paoloni
Paolo Arturo Paoloni  (* 24. Juli 1929 in Bodio TI, Schweiz; † 9. Januar 2019 in Rom) war ein italienischer Schauspieler.

## Leben
Paolo Paoloni gab sein Leinwanddebüt 1968 mit der von Luciano Salce inszenierten Komödie La pecora nera. In den folgenden 50 Jahren war er in Filmen wie Abend ohne Alibi, Nackt und zerfleischt und Fellinis Schiff der Träume zu sehen, wobei er unter anderem in Stradivari an der Seite von Anthony Quinn und in Double Team an der Seite von Jean-Claude Van Damme spielte. Sein Schaffen umfasst mehr als 50 Film- und Fernsehproduktionen.

## Filmografie (Auswahl)
- 1968: La pecora nera
- 1971: Abend ohne Alibi (In nome del popolo italiano)
- 1975: Das größte Rindvieh weit und breit (Fantozzi)
- 1977: Hilfe, sie liebt mich (L’altra metà del cielo)
- 1979: Dr. Jekylls unheimlicher Horrortrip (Dottor Jekyll e gentile signora)
- 1980: Ein Bankangestellter in Nöten (Rag. Arturo De Fanti, bancario – precario)
- 1980: Horror Infernal (Inferno)
- 1980: Nackt und zerfleischt (Cannibal Holocaust)
- 1983: Fellinis Schiff der Träume (E la nave va)
- 1988: Stradivari
- 1989: Die Uhr des Grauens (La casa nel tempo)
- 1990: Die Entführung der Achille Lauro (Voyage of Terror: The Achille Lauro Affair)
- 1990: Die Hure des Königs (La Putain du roi)
- 1990: Eine Nacht mit Alice (Stasera a casa di Alice)
- 1993: Der Killer Kodex (Killer Rules)
- 1997: Double Team
- 1999: Falcone – Im Fadenkreuz der Mafia (Excellent Cadavers)
- 2002: Ripley’s Game
- 2012: The Haunting of Helena
- 2018: Benedetta follia